# 四日市市総合体育館
四日市市総合体育館（よっかいちしそうごうたいいくかん）は三重県四日市市の中央緑地公園にある体育館。

## 概要
2021年の三重とこわか国体に向けて2017年10月に着工。2020年5月29日一部開館、6月1日全面開館。
2021年に開催された2020年東京オリンピックにおいては体操カナダ代表チームの事前合宿に使用された。
三重とこわか国体では体操と空手の会場となる予定であったが、コロナ禍のため中止。当館ではボクシングの代替大会が開かれた。
2022年よりB3リーグに加盟しているヴィアティン三重バスケットボールのホームアリーナのひとつとなっている。
公益財団法人四日市市スポーツ協会が指定管理者として管理に当たっている。

## 交通アクセス
中央緑地公園 (四日市市)#アクセスを参照。